# Guidon d'Or
De Guidon d'Or is in de motorsport een jaarlijks ludiek Supermotard-evenement waarin bekende coureurs uit de motocross en wegrace het tegen elkaar opnemen.